# Anax speratus
Anax speratus е вид водно конче от семейство Aeshnidae. Видът е незастрашен от изчезване.

## Разпространение
Разпространен е в Ангола, Демократична република Конго, Еритрея, Етиопия, Замбия, Зимбабве, Йемен, Кения, Малави, Мозамбик, Намибия, Саудитска Арабия, Свазиленд, Танзания, Уганда, Южен Судан и Южна Африка (Гаутенг, Западен Кейп, Източен Кейп, Квазулу-Натал, Лимпопо, Мпумаланга, Северозападна провинция и Фрайстат).